# 布拉斯克
布拉斯克（法語：Brasc，法語發音：[bʁask]）是法国阿韦龙省的一个市镇，属于米约区。

## 地理
布拉斯克（43°58'41"N, 2°34'23"E）面积20.14 平方千米，位于法国奧克西塔尼大區阿韦龙省，该省份为法国南部内陆省份，位于法國中央高原南部，北起顺时针与康塔爾省、洛泽尔省、加尔省、埃罗省、塔恩省、塔恩-加龙省和洛特省接壤。
与布拉斯克接壤的市镇（或旧市镇、城区）包括：索拉日堡、科纳克、库皮亚克、蒙克拉尔、雷基斯塔、弗赖西讷。

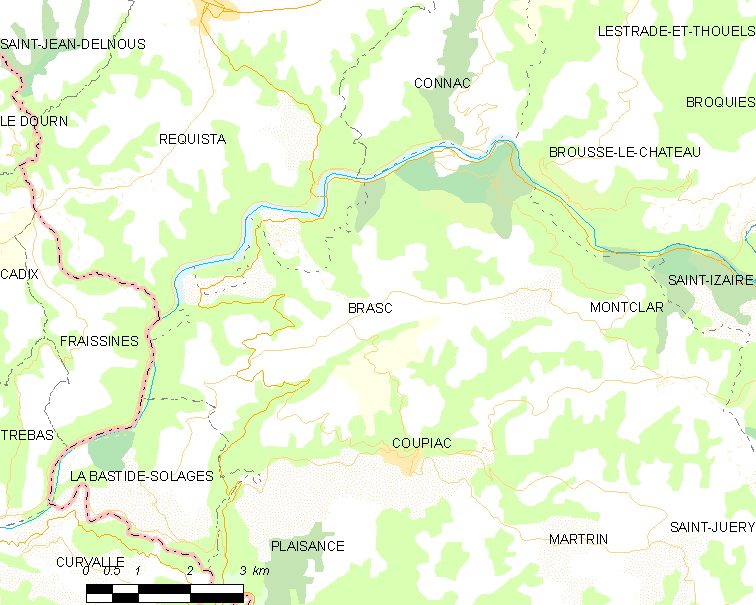
布拉斯克的OSM定位图

布拉斯克的时区为UTC+01:00、UTC+02:00（夏令时）。

## 行政
布拉斯克的邮政编码为12550，INSEE市镇编码为12035。

## 政治
布拉斯克所属的省级选区为科斯-鲁日耶县。

## 人口

1962-2008年间布拉斯克人口变化图示

布拉斯克于2022年1月1日时的人口数量为172人。